# Перевалов, Владислав Эдуарович
Владислав Эдуардович Перевалов (род. 21 октября 2001, Димитровград, Ульяновская область, Россия) — российский баскетболист, выступающий на позиции атакующего защитника.

## Ранние годы, начало карьеры
Владислав Перевалов родился в Димитровграде Ульяновской области. Первым тренером был его отец, мастер спорта по баскетболу Эдуард Аркадьевич Перевалов.
На юношеском уровне стал выступать за команду ФОК «Мещерский» в Нижнем Новгороде. Оттуда перешел во вторую команду «Нижнего Новгорода».

## Профессиональная карьера
После второй команды «Нижнего Новгорода» Перевалов перешел в пермскую «Парму». С 2019 по 2024 г. провел в «Парме», сначала выступая за вторую и молодежную команды, а с 2021 г. за основную команду.
Во время выступлений за «Парму» также выступал за команду «Bionord» в баскетболе 3x3. В 2022 г., выступая за «Bionord» получил приз «Открытие года».
Начиная с сезона 2024/25 выступает за красноярский «Енисей».
На Матче всех звезд Единой лиги ВТБ в 2025 г. выиграл конкурс по броскам сверху.